# طردان بالانسي
طَرَدان بالانسي (باللاتينية: Cephalaria balansae) نوع نباتي يتبع جنس الطردان من الفصيلة الخمانية (وكان سابقا ضمن الفصيلة الممشقية التي دمجت ضمن الخمانية). سمي هذا النوع تكريما لعالم النبات الفرنسي بينيديكت بالانسا (بالفرنسية: Benedict Balansa)‏.

## الموئل والانتشار
النبات واطن في بلاد الشام وتركيا.